# Neocompsa turnbowi
Neocompsa turnbowi är en skalbaggsart som beskrevs av Giesbert 1998. Neocompsa turnbowi ingår i släktet Neocompsa och familjen långhorningar. Inga underarter finns listade i Catalogue of Life.